# Орнаги, Лоренцо
Лоренцо Орнаги (итал. Lorenzo Ornaghi; род. 25 октября 1948, Вилласанта) — итальянский политолог и политик, министр культурного наследия и культурной деятельности (2011—2013).

## Биография
В 1972 году окончил Католический университет Святого Сердца в Милане, где изучал политологию, и после выпуска работал там же до 1987 года, когда стал профессором университета Терамо. В 1990 вернулся в alma mater, возглавив кафедру политологии и кафедру истории политических учений. Некоторое время занимал должность проректора, отвечая за международные связи при ректоре Дзанинелли, а в 2002 году был избран ректором. В 2006 году переизбран на второй четырёхлетний срок, в 2010 — на третий. В круг научных интересов Орнаги вошли политическая система Италии, политико-институциональная интеграция Европы, Конституция Европейского союза.
С 1996 года возглавляет Высшую школу экономики и международных отношений. В 1998 году вошёл в совет директоров ежедневной газеты «Avvenire», в 2002 году стал её вице-президентом. Позднее занял должность директора журнала Vita e pensiero, также входил в научные комитеты журналов «Filosofia politica», «Quaderni di scienza politica», «Teoria politica». Не женат, бездетен.
С 16 ноября 2011 по 28 апреля 2013 года являлся министром культуры в правительстве Монти.

## Награды
- Кавалер Большого Креста ордена «За заслуги перед Итальянской Республикой» (27 декабря 2017 года, по представлению Совета Министров Италии)[3].